# Fallet avslutat
Fallet avslutat (originaltitel: The Closers) är en kriminalroman av Michael Connelly. Boken utkom på engelska i maj 2005 och på svenska i juli 2006. Det är Connellys femtonde roman och den elfte i serien om Harry Bosch.
Boken är översatt av Eva Larsson. Ljudboken är inläst av Magnus Roosmann.

## Handling
Tre år efter det att han lämnade Los Angeles-polisen är Bosch nu tillbaka på sin gamla arbetsplats, men den står inte att känna igen. En ny polischef har rekryterats från New York och han är satt att städa upp i oredan på mordroteln. Tillsammans med sin forne kollega Kiz Rider placeras Bosch på roteln för ouppklarade fall; tusentals fall som väntar på sin lösning och sätter press på Los Angeles-polisen. Det är ett slags grävande polisarbete som får upp det förflutna ur smutsen. Genom att använda ny teknik på gamla bevis hoppas man kunna avslöja mördare som undgått rättvisan. Devisen är: ”en stad som glömt sina mordoffer är en förlorad stad”.
Harry och Kiz stöter på ett politiskt känsligt fall när de får en matchning på Becky Verloren, som mördades när hon var 16 år. Hon var färgad och den tekniska bevisningen pekar ut en man med kända rasistiska sympatier. Mordet ägde rum 1988, före Rodney King-kravallerna, då staden var en krutdurk på väg att explodera. De som jobbade med fallet då ser ut att ha gjort ett anständigt jobb, åtminstone på ytan. Samtidigt hålls Bosch under uppsikt av sin Nemesis, Deputy Chief Irving. Han har omplacerats till en meningslös tjänst på den nya, ”rena” LAPD och bara väntar på att Harry ska göra det där misstaget som ger honom chansen att hämnas gamla oförrätter.
Berättelsen återges i tredje person, till skillnad från de två tidigare böckerna om Bosch.